# Alle Hunde kommen in den Himmel
Alle Hunde kommen in den Himmel (Originaltitel: All Dogs Go to Heaven: The Series) ist eine US-amerikanische Zeichentrickserie, die von 1996 bis 1999 produziert wurde. Sie basiert auf dem Zeichentrickfilm Charlie – Alle Hunde kommen in den Himmel (All Dogs Go to Heaven) sowie auf dessen Fortsetzung, Charlie – Ein himmlischer Held (All Dogs Go to Heaven 2). Die Serie besteht aus 40 Folgen sowie dem 90-minütigen Special An All Dogs Christmas Carol, das gleichzeitig als dritter und letzter Film der Reihe gilt.

## Handlung
Die Serie knüpft an das Ende des zweiten Films der Reihe, Charlie – Ein himmlischer Held, an. Charlie und Itchy leben als Schutzengel in San Francisco. Ihre Aufträge erhalten sie vom Erzengel Annabelle. Bei der Erfüllung ihrer Missionen müssen sich die beiden Freunde mit allerhand Turbulenzen sowie ihrem Gegenspieler, Carface Carruthers, auseinandersetzen.

## Charaktere
Charlie B. Barkin ist ein Deutscher Schäferhund. Er lebt als Schutzengel auf der Erde. Charlie hat einen etwas wankelmütigen Charakter und gerät öfter in Schwierigkeiten.
Itchy Itchiford ist ein Dackel und lebt wie sein bester Freund Charlie als Schutzengel auf der Erde. Itchy ist stets loyal und sehr lebensklug.
Annabelle ist ein Erzengel, der Charlie und Itchy ihre Aufträge gibt. Sie hat ein gutes Herz, vertraut Charlie jedoch beizeiten mehr, als sie sollte.
Sasha LaFleur ist eine Hündin und lebt mit Charlie in einer offenen Beziehung. Sie führt ein Restaurant namens „Der Flohbiss“.
Carface Carruthers ist eine Bulldogge und Charlies Gegenspieler.

## Synchronisation
| Rolle              | englischer Synchronsprecher |
| ------------------ | --------------------------- |
| Charlie            | Steven Weber                |
| Itchy              | Dom DeLuise                 |
| Annabelle          | Bebe Neuwirth               |
| Sasha              | Sheena Easton               |
| Carface Carruthers | Ernest Borgnine             |